# Aliya Garayeva
Aliya Garayeva (en àzeri: Aliyə Qarayeva; n. 1 de gener de 1988 a Ekaterimburg, Rússia) és una exgimnasta russa que va representar l'Azerbaidjan. Ha estat medallista de bronze en la final de l'All-Around en dues ocasions (2010 i 2012).

## Carrera
Garayeva es va convertir en campiona de l'Azerbaidjan dues vegades en 2006 per les seves actuacions individuals. Va guanyar el bronze en el Grand Prix a Moscou 2007 en la competició versàtil i dues actuacions individuals. Garayeva es va col·locar sisena en la competència All-Around en el Campionat d'Europa celebrat a Moscou en 2006. Ella es va col·locar primera en la cinta i es va convertir en la medallista de tot bronze. Garayeva va acabar en tercer lloc en els tornejos internacionals que es van celebrar a Rússia, Grècia i Itàlia.
En 2006, Garayeva va acabar quarta en el campionat mundial de clubs celebrat al Japó. Al febrer de 2007, el seu equip va guanyar una etapa del campionat del club italià. Competir en els seus primers Jocs Olímpics de 2008 a Pequín, Xina, Garayeva va acabar sisena en l'esdeveniment final All-Around.
Garayeva va guanyar el bronze en el Campionat Mundial de 2010 en les finals d'aparells individuals en pilota, cinta i cèrcol. També va guanyar l'All-Around medalla de bronze en el Campionat Europeu 2010. L'any següent, Garayeva va guanyar l'All-Around medalla de bronze en el Campionat Mundial de 2011 a Montpeller, França. Després va competir en la final del Grand Prix i va quedar tercera en All-Around, així com el bronze en cèrcol, pilota, maces i cinta final.
Garayeva va començar la temporada 2012 en guanyar la medalla de bronze en l'All-Around en el Mundial de Penza i la medalla de plata en el Mundial de Taixkent. Posteriorment, va guanyar el seu segon All-Around medalla de bronze en el Campionat d'Europa de 2012. En els Jocs Olímpics de 2012 a Londres, Garayeva va ser tercera en les qualificacions. Va acabar quarta en la final All-around per sota de la belarussa Lioubov Charkasyna.
Després dels Jocs Olímpics de 2012, Garayeva va anunciar el seu retir de la gimnàstica.